# Dealkilowanie
Dealkilowanie, dealkilacja – proces odwrotny do alkilowania, eliminacja grupy alkilowej z cząsteczki związku organicznego. Dealkilacji łatwo ulegają estry kwasów nieorganicznych, same działając w takich procesach jako czynniki alkilujące.

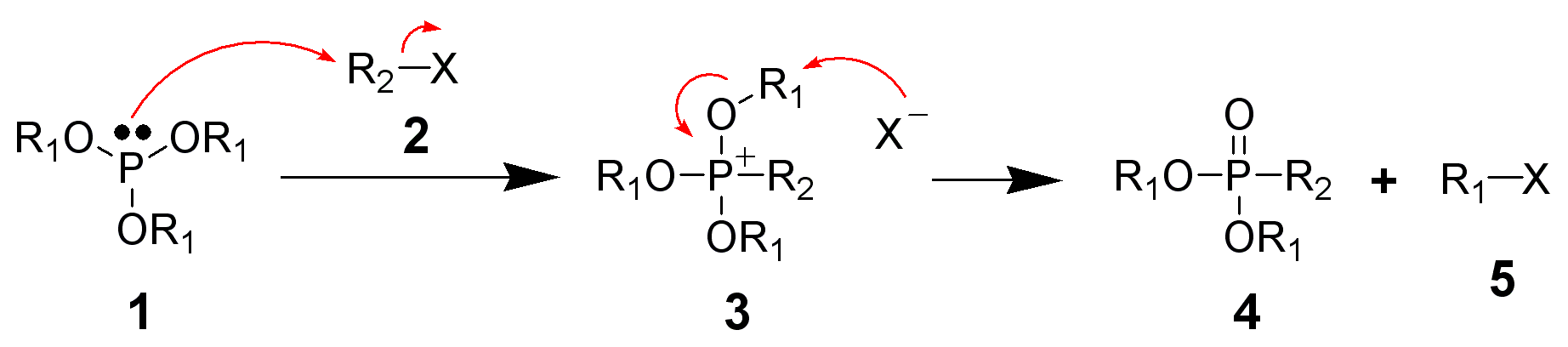
Reakcja Michaelisa-Arbuzowa. Etap I: alkilowanie triestru 1 halogenkiem alkilowym 2. Etap II: Dealkilowanie soli fosfoniowej 3 w wyniku ataku halogenku na estrową grupę alkilową.